# Helminthotheca echioides
Helminthotheca echioides (синонім Picris echioides L. — гіркуша синякоподібна або гірчанка синякова) — вид квіткових рослин родини айстрові (Asteraceae).

## Систематика
Цей вид був описаний Карлом Ліннеєм у 1753 році як Picris echioides та належав до роду Гіркуша (Picris). У 1973 році Йозеф Людвіг Голуб відніс його до роду Helminthotheca.

## Етимологія
Родова назва походить від грецького helminthos — «хробак» й theca — «контейнер», натякаючи, можливо, на форму плодів. Видовий епітет echioides походить від подібності листя цього виду на Синяк звичайний, рід Echium.

## Опис
Однорічна трав'яниста рослина, яка зазвичай досягає висоти росту між 30 і 80 см. Стебла, як правило, дуже розгалужені у верхній половині, щетинисті. Прикореневі листки черешкові, довго оберненоланцетовиді, зубчасті й звужуються до стовбура, а верхні ланцетні, зубчасті й дещо включені в стебло. Квіткові голівки сидять у верхній частині гілок. Всі приквітки остисті з жорсткою щетиною. Квіткові голівки містять тільки жовті променеві квіточки. Довгі виступаючі сім'янки мають перисті чубки. Переважно квітне в період з червня по серпень.

## Поширення
Батьківщина: Північна Африка: Алжир; Єгипет; Лівія; Марокко; Туніс. Кавказ: Азербайджан; Грузія. Західна Азія: Кіпр; Іран; Ізраїль; Йорданія; Ліван; Сирія; Туреччина; Пакистан. Європа: Австрія; Нідерланди; Швейцарія; Албанія; Боснія і Герцеговина; Болгарія; Греція; Італія; Македонія; Чорногорія; Сербія; Словенія; Франція; Португалія; Іспанія; Гібралтар; Україна (Крим). Натуралізований: Південна Африка, Туркменістан, Австралія, Нова Зеландія, Австрія; Бельгія; Німеччина; Угорщина; Польща; Данія; Ірландія; Норвегія; Об'єднане Королівство; Румунія, Канада, Сполучені Штати, Аргентина; Чилі; Уругвай. Росте на берегах, полях, на греблях і між уламками.
В Україні вид росте на полях, схилах, біля доріг — у Криму (переважно на ПБК), зрідка

## Використання
Молоді розеткові листки можуть використовуватися в салати, а також для супів, тушкованого м'яса, ризото або начинки для тортів і тістечок, але найбільш часто змішують з цикорієм або іншими гіркими травами, щоб покращити смак страви.

## Галерея

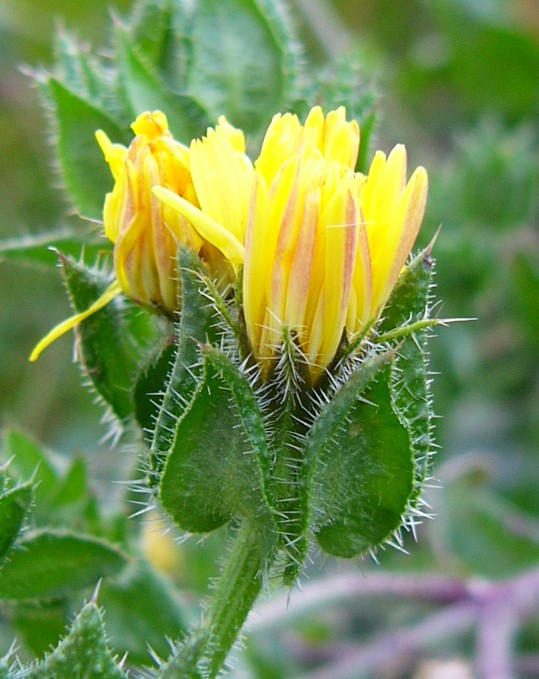
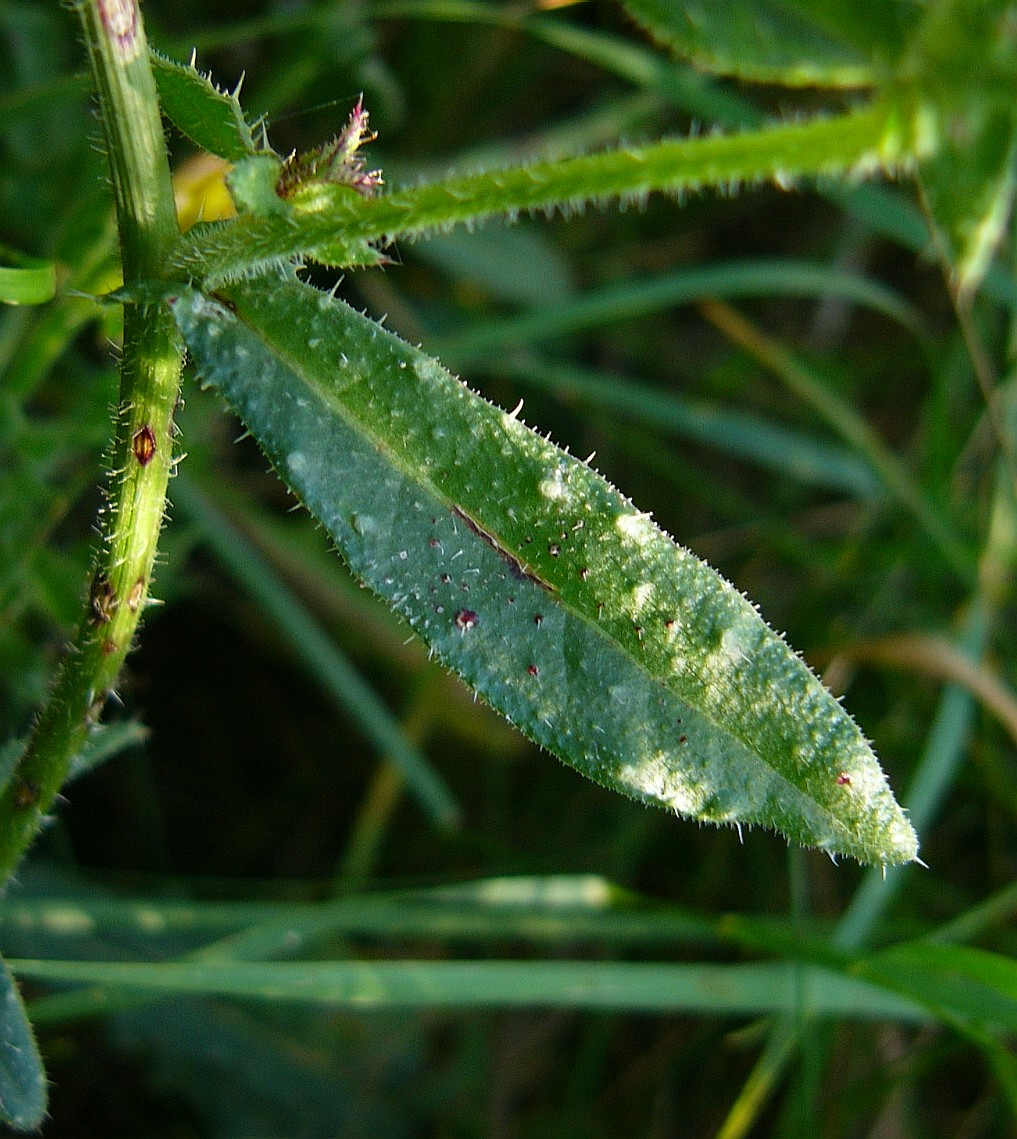
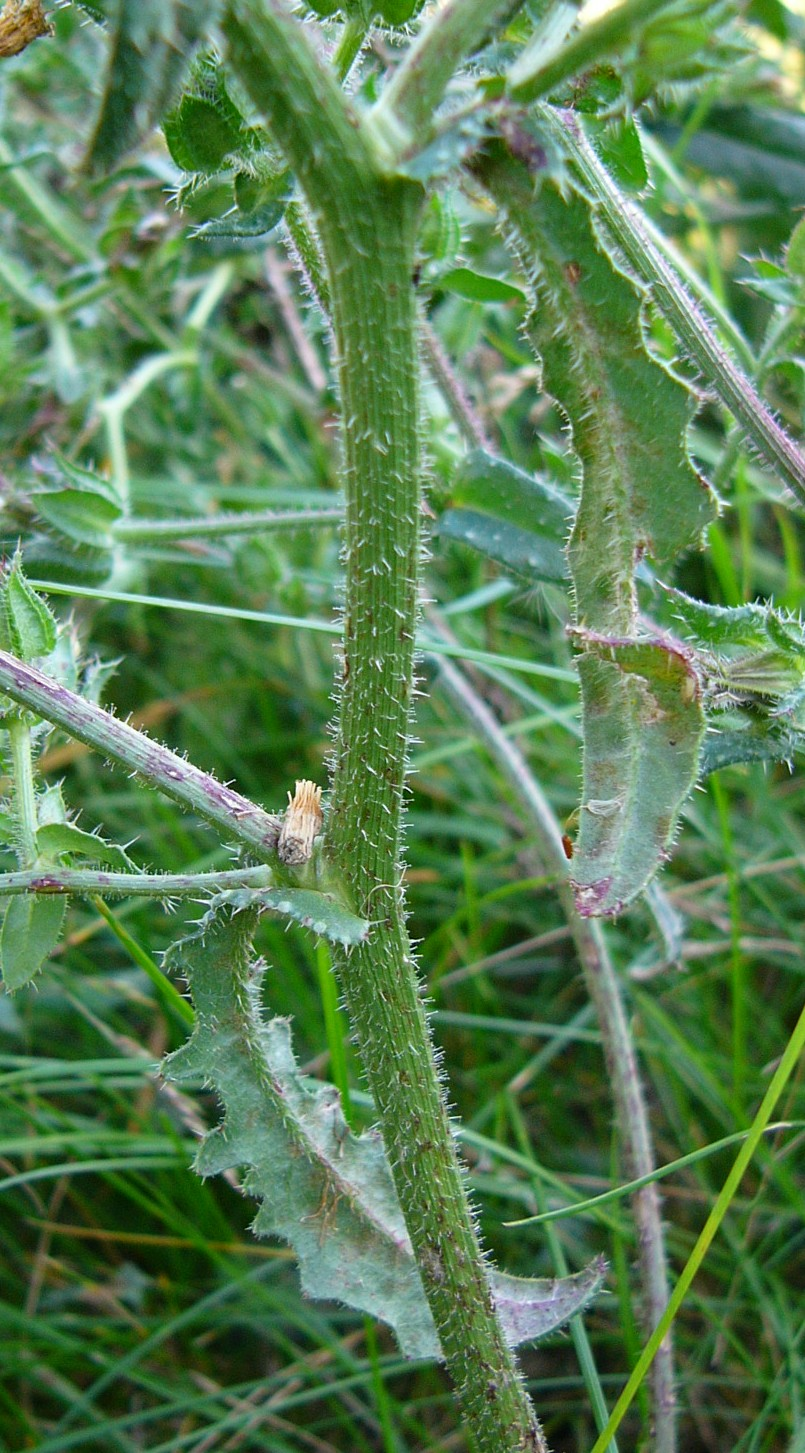
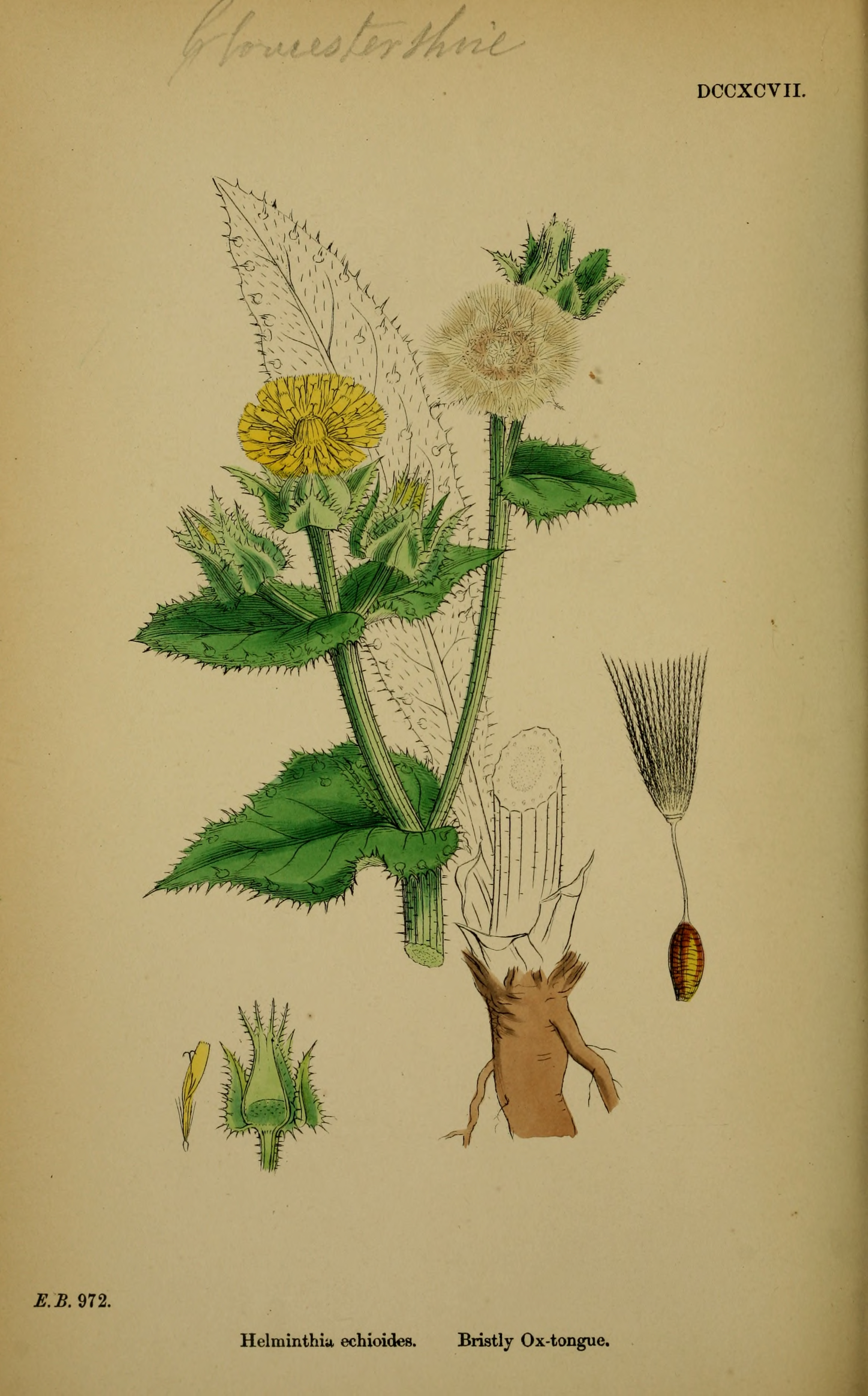